# Mi querida Isabel
Mi querida Isabel (lit. Minha Querida Isabel) é uma telenovela mexicana produzida por Angelli Nesma Medina para a Televisa e exibida entre 9 de dezembro de 1996 e 25 de abril de 1997, substituindo Bendita mentira e sendo substituída por Gente Bien.
É um remake da telenovela Paloma, produzida em 1975.
Foi protagonizada por Karla Álvarez e Ernesto Laguardia e antagonizada por Jacqueline Andere, Roberto Ballesteros, Roberto Blandón, Mercedes Molto e Jorge Salinas.

## Elenco
- Karla Álvarez - Isabel Rivas
- Ernesto Laguardia - Luis Daniel Márquez Riquelme
- Jacqueline Andere - Doña Clara Riquelme Vda. de Márquez
- Jorge Salinas - Alejandro
- José Elías Moreno - Manuel Rivas
- Nuria Bages - Sagrario
- Roberto Ballesteros - Federico
- Roberto Blandón - Oscar
- Carlos Bracho - Bernardo
- Silvia Caos - Miguelina
- Dacia González - Lupe
- Patricia Martínez - Amanda
- Abraham Stavans - Medina
- Renata Flores - Endolina
- Arlette Pacheco - Margarita
- Dacia Arcaráz - Julia
- Silvia Campos - Mary
- Luis Gatica - Ricardo
- Rafael Inclán - Pantaleón
- Mauricio Islas - Marcos Rivas
- Mercedes Molto - Eugenia
- Renée Varsi - Adela Márquez Riquelme
- Abraham Ramos - Rolando
- Lino Martone - Aldo
- Julio Mannino - Jorge
- Gustavo Rojo - Joaquín
- Gabriel Soto - Juan
- Maricruz Nájera - Jesusita
- Alfonso Iturralde - Ernesto

## Exibição
Foi reprisada pelo canal TLNovelas entre 16 de fevereiro a 03 de julho de 1998.